# Dorothea Nicolai
Dorothea Nicolai (1962) è una costumista, scenografa, autrice e curatrice d'arte tedesca.
Dal 2000 al 2007 e dal 2012 al 2015 è stata responsabile di costumi, trucco e parrucco del Festival di Salisburgo. Dal 2017 è responsabile per i costumi del Festival di Bayreuth. 

## Vita e lavoro
Nicolai frequenta dapprima un corso di formazione per sarti a Monaco di Baviera e colleziona le sue prime esperienze in teatro presso il dipartimento costumi di scena del Bayerischen Staatsschauspiel. Dal 1986, Dorothea Nicolai studia costumi di scena alla scuola universitaria per la tecnica di design di Amburgo per diventare sarta specializzata ed esperta di costumi. 
Dal 1992 al 1995 è stata assistente ai costumi durante il Festival di Salisburgo. Durante gli stessi anni, riceve un incarico come docente per il curriculum di storia dei costumi al Mozarteum di Salisburgo. Successivamente, dal 1995 al 1999, diventa responsabile di produzione dei costumi dell'Associazione Teatrale Federale di Vienna per l'Opera Statale. In questa funzione è responsabile dei costumi della compagnia di balletto Wiener Staatsopernballett durante le sue produzioni classiche.
Dal 1999 al 2007, Nicolai è direttrice del dipartimento dei costumi del Festival di Salisburgo, abbozzando costumi per teatro, opera e balletto classico. Nel 2006 crea due costumi sulla base delle bozze originali del XVIII secolo per il Festival di Salisburgo, nello specifico per la serata-balletto con la ciaconna di chiusura dell'opera Idomeneo di Mozart. Dal 2001 al 2007 riceverà un incarico come docente di storia del costume all'Accademia delle belle arti di Monaco di Baviera.
Dal 2008 al 2012 Dorothea Nicolai è di seguito responsabile dei costumi di scena presso il Teatro d’opera di Zurigo.
Dal 2012 al 2015 è stato responsabile di costumi, trucco e parrucco del Festival di Salisburgo.
Dal 2005, Dorothea Nicolai è socia e, dal 2013, membro del comitato dei costumi dell'International Council of Museums (ICOM), nonché socio fondatore dell'Associazione dei Costumisti.